# 샐러리맨 초한지
《샐러리맨 초한지》는 2012년 1월 2일부터 2012년 3월 13일까지 방송되었던 SBS 월화 드라마였다.

## 등장 인물
실제 초한지의 등장 인물 중 유일하게 하후영이 등장하지 않았다.

### 주요 인물
- 이범수 : 유방(30대 중반) 역

중국 한나라 초대 황제 고조 유방이 환생한 인물. 어려운 집안에서 태어나 백수로 전전하던 중 천하그룹 전사본(전략사업본부)에 부정 입사하게 되고 인천공장 프로젝트에 실패해서 쫓겨나지만 팽성실업을 창업하고 다시 일어선다. 처음에는 우희를 짝사랑하고 백여치와 앙숙이었지만 조금씩 마음을 주고받으며 연인관계로 발전한 여치를 적극적으로 돕는다. 진시황 회장 사후 모가비의 복수로 천하그룹이 모가비 손에 넘어가게 되자 항우와 손을 잡고 백여치를 도와 천신만고를 겪은 끝에 다시 모가비 손에서 회사를 빼앗아온다. 천하그룹 회장에 등극하고 백여치와도 결혼하게 된다.
- 정겨운 : 최항우(30대 중반) 역

초패왕 항우가 환생한 인물. 미국 스탠포드 수석 졸업 후 장초그룹에 입사하여 최단기간 이사와 본부장 자리에까지 올라온 입지전적인 인물. 13살이 되던 해 진시황 회장의 음모와 계략에 의해 아버지의 죽음을 두 눈으로 직접 목격했다. 이 때문에 죽은 아버지에 대한 복수심을 키우며 장초그룹의 본부장으로, 유일하게 남은 가족인 최항량의 죽음 이후에는 천하그룹에 투신해서 박범증과 함께 본부장을 거쳐 부사장으로 그룹의 경영권을 차지하려는 계략을 진행한다. 진시황 회장이 죽고 회장이 된 모가비에 대한 반감을 숨기고 그녀를 돕게 되지만 유혹은 받아들이지 않는다. 그러던 중 앙숙이었다가 애정 관계로 발전한 차우희의 사고 소식과 관련된 모가비의 야망과 음모를 알게 되자 유방과 손을 잡고 함께 모가비를 파멸시킨다. 그 후에 우희와 결혼한다.
- 정려원 : 백여치(28세[1]) 역

천하그룹 진시황 회장의 외손녀. 여황후의 환생답게 극중에서는 매우 사납고 괴팍한 성격으로 등장한다. 진시황의 딸인 생모는 교통사고로 죽고 생부마저 집에서 목을 메어 숨을 거두자 외할아버지인 진시황 회장의 전폭적인 사랑을 받으며 자라지만, 외할아버지인 진시황과 진호해에 대한 복수심으로 계속 엇나가며 지낸다. 하지만 최항우와 유방을 만나면서 점차 회사에 관심을 가지고 어려운 사람에게 공감하는가 하면 세상에 눈을 뜨게 된다. 그러던 중 진시황이 모가비에 의해 사망하고 이 사실을 모르는 여치는 처음에는 모가비한테 휘둘리지만, 진실을 알게 되면서 차차 모가비에게 복수를 다짐한다. 점차 사랑을 느끼게 된 유방과 함께 복수에 성공하고 회사를 되찾고 난 후에 유방과 결혼해서 회사의 안주인이 된다.
- 홍수현 : 차우희(20대 후반) 역

항우의 아내 우희가 환생한 인물. 천하그룹의 BB 프로젝트 수석 연구원. 어려운 집안 사정으로 진호해 부사장을 도와 자신이 연구하던 신약을 빼돌릴 만큼 매우 현실적이고 속물적인 성격이다. 불로불사 프로젝트 이후에는 최항우의 수석 비서로 발탁된다. 처음에는 유방이 짝사랑했고 우희 역시 유방에게 좋은 감정을 가지고 있었지만 점차 앙숙이었던 항우에게 끌리게 되면서 항우와 좋은 관계로 발전한다. 진시황 회장의 사망사건 과정에서 자필 유서를 알고 있기 때문에 사건의 중요한 키를 쥐고 있고 이로 인해 모가비의 살인 표적이 된다. 그러다 천하그룹을 접수한 모가비 회장의 질투심에 희생양이 되지만 극적으로 살아남아 자신의 사랑인 항우를 다시 만나게 되고 결혼한다.

### 주변 인물
- 이덕화 : 진시황(70대 중후반) 역

진나라 초대 황제 진시황이 환생한 인물. 초대 회장 모래성과 더불어 천하그룹의 창업주이자 2대 회장이다. 계략과 음모를 써서 모래성과 최자룡(항우의 부친)을 죽게 하고 회장 자리에 오른다. 자식들이 죽어도 눈 하나 깜짝하지 않을 만큼 천하그룹에 대한 애착이 크다. 성공을 위해서라면 수단과 방법을 가리지 않는 카리스마를 지녔고, 능력지상주의로만 사람을 보는 고집불통의 총수. 그러나 백여치를 걱정하는 마음이 남다르고, 유방을 만나고부터 믿음을 주는 그의 우직한 매력에 마음을 열면서는 나름 인간적인 면모를 보이기도 한다. 지병이 깊어지자 여치에게 모든 것을 물려주기 위한 준비에 들어가지만, 가문에 대한 복수심과 회사를 차지하고 싶은 야욕에 찬 모가비의 희생양이 되어 살해당하고 만다.
- 김서형 : 모가비(39세[3]) 역

천하그룹 진시황 회장의 수석 비서이자 공동 창업주 모래성의 딸이며, 천하그룹의 3대 회장에 오른다. 진시황의 음모와 계략에 의해 집안이 풍비박산이 나지만, 자신의 복수심과 야망을 숨기고 진시황 옆에서 십수 년을 꿋꿋이 수행한다. 그러다 진시황이 외손녀인 백여치에게 천하그룹을 물려주려 하자 진시황 회장을 살해하고 유서를 조작하여 천하그룹 차기 회장이 된다. 비서실장 시절에는 남다른 매력으로 진시황 회장은 물론 웬만한 회사 중역들은 모두 손아귀에 넣지만, 회장이 된 직후에는 항우를 유혹하고 우희를 죽이려 든다. 그러나 진실을 알게 된 항우와 유방의 활약으로 자신의 악행이 전부 밝혀지고 모든 것을 잃게 되자 멘탈이 붕괴되면서 정신병원에 입원하게 되지만, 박범증의 애절하고 따뜻한 마음씨에 마음을 열고 모든 것을 포기한다.
- 이기영 : 박범증(50대 중반) 역

항우의 책사 범증이 환생한 인물. 천하그룹 전략사업본부의 상무이사로 등장한다. 모가비에 대한 남다른 감정을 가지고 있다. 장량과는 모가비를 사이에 두고 자존심을 건 라이벌 관계로, 진호해 라인에 서지만 그가 살해당한 후에는 항우와 결탁해서 뜻을 펼치려 한다. 인천공장 프로젝트에서 장량이 퇴사한 이후에는 그 후임 본부장으로 부임해 본격적으로 최항우의 조력자로 활약한다. 초반에는 장량에 대한 열등감에 사로잡힌 개그 캐릭터로 등장하지만 항우의 곁에서는 계략에 능한 참모로, 후에 모가비의 악행이 만천하에 밝혀지고 나서도 모든 것을 잃은 모가비에 대한 애틋한 사랑으로 끝까지 그녀의 곁을 지키는 순정파의 면모를 보여주기도 한다.
- 김일우 : 장량(50대 초중반) 역

유방의 책사 장량이 환생한 인물. 천하그룹 전략사업본부의 본부장으로 등장한다. 박범증과는 입사 동기이자 먼저 본부장으로 승진한 오래된 라이벌. 장초그룹에서 나온 최항우가 제1본부장으로 부임하자 제2본부장으로 후계자 경쟁을 벌이지만, 인천공장 프로젝트에서 패배해 사직서를 제출한 이후에는 진시황과 유방의 숨은 조력자로 활약한다.
- 장현성 : 최항량 역

천하그룹 이사로 항우와 숨겨진 관계를 맺고 있다. 항우의 복수를 돕다가 비극적 상황에 휩싸이게 된다.
- 박상면 : 진호해 역

천하그룹 진시황 회장의 외아들이자 부사장으로 등장한다. 자신을 후계자로 인정해주지 않는 아버지에 대한 반감으로 박범증과 결탁해서 불로불사 신약을 빼돌려서 천하그룹을 인수하려는 계략을 꾸민다. 하지만 이 일을 진행하던 중 최항량에게 살해당하고 만다.
- 유형관 : 소하 역

천하그룹의 전무이사이다. 탐욕스럽고 기회주의적인 성격을 보이지만, 후에 유방과 손을 잡게 된다.
- 김응수 : 오지락 역

장초제약 회장. 진시황과 재계 내 1위를 다투는 라이벌이다. 진시황과는 수 십년간 음모와 간계로 싸워 온 인물이다. 항우를 이용하여 진시황을 몰락시키려 애쓴다.
- 윤용현 : 윤번쾌 역

천하그룹 전략사업본부의 팀장으로, 유방과는 사회생활 선배이자 고향친구(였지만 영일레븐이라는 써클 후배). 인천공장 프로젝트에서 장량, 유방과 함께하고, 천하그룹에서 해고당한 이후에는 유방과 함께 팽성실업의 부장으로 활약한다. 유방의 편에 끝까지 서면서 역시 부귀영화를 누린다.
- 양형욱 : 한신 역

유방을 끌어들여 천하그룹에 부정 입사시키는 최항우의 비밀 스파이로 등장한다. 능력 자체는 출중하지만 항우 곁에서 오랫동안 충성해도 정규직으로 채용해주지 않자 팽성실업을 창업한 유방 편에 서서 팽성실업 과장 겸 이중 스파이로 활약한다. 자신을 믿어준 유방의 따뜻한 성품에 마음을 열고 유방과 끝까지 함께 하고, 그가 천하그룹 회장이 된 이후에는 부귀영화를 누린다.
- 임현식 : 유방의 아버지 역 (특별출연)
- 이준 : 백여치의 남자친구 역 (특별출연)
- 강경준 : 복사열 역

태양그룹 후계자. 천하그룹 부사장 최항우의 수석 비서인 차우희의 치명적인 매력에 빠져 우희를 두고 항우와 대립하는 항우의 스탠포드 동문.

### 그 외 인물
- 이희도 : 오광 역 - 천하메디 공장장
- 전재형 : 중국집 배달원 역
- 이승원 : 김반장 역
- 김지영 : 한신딸 지원 역
- 이자민
- 김승필 : 사이비 종교 남자 역
- 주희중 : 장칠복 역. 모가비의 비서
- 송경철 : 방월(팽월) 역 - 항만물류 사업가

### 특별출연
- 이주실 : 유방 모친 역
- 오정태 : 피험자 9호 역
- 이근희 : 김대출 역
- 정보석 : 조필연(63세) 역
- 오경수 : 방 부장 역
- 김성오 : 박문수 검사 역
- 김재현 : 미래 가수 역
- 정세형 : 김대리 역
- 박규점
- 송민형
- 이종구
- 김광인
- 유재현
- 맹찬재
- 박용수

## 시청률
최저 시청률과 최고 시청률은 시청률 조사회사와 지역별로 시청률에 차이가 있을 수 있습니다.
| 2012년      | 2012년      | 2012년         | 2012년       | 2012년         | 2012년       |
| 회차        | 방송일      | TNmS 시청률    | TNmS 시청률  | AGB 시청률     | AGB 시청률   |
| 회차        | 방송일      | 대한민국(전국) | 서울(수도권) | 대한민국(전국) | 서울(수도권) |
| ----------- | ----------- | -------------- | ------------ | -------------- | ------------ |
| 제1회       | 1월 2일     | 8.1%           | 9.9%         | 8.7%           | 9.8%         |
| 제2회       | 1월 3일     | 10.2%          | 11.9%        | 10.0%          | 11.8%        |
| 제3회       | 1월 9일     | 11.3%          | 12.8%        | 10.5%          | 12.3%        |
| 제4회       | 1월 10일    | 10.2%          | 12.1%        | 10.1%          | 11.4%        |
| 제5회       | 1월 16일    | 13.5%          | 14.9%        | 12.1%          | 12.7%        |
| 제6회       | 1월 17일    | 11.5%          | 12.2%        | 10.6%          | 11.6%        |
| 제7회       | 1월 23일    | 9.2%           | 9.4%         | 9.9%           | 10.8%        |
| 제8회       | 1월 24일    | 12.6%          | 14.5%        | 12.8%          | 13.5%        |
| 제9회       | 1월 30일    | 14.5%          | 16.1%        | 13.7%          | 15.2%        |
| 제10회      | 1월 31일    | 15.9%          | 17.3%        | 15.1%          | 15.8%        |
| 제11회      | 2월 6일     | 17.1%          | 19.1%        | 14.6%          | 15.7%        |
| 제12회      | 2월 7일     | 19.4%          | 21.5%        | 15.1%          | 15.0%        |
| 제13회      | 2월 13일    | 20.1%          | 23.8%        | 15.9%          | 16.3%        |
| 제14회      | 2월 14일    | 20.4%          | 22.9%        | 16.0%          | 16.2%        |
| 제15회      | 2월 20일    | 21.6%          | 25.2%        | 16.9%          | 18.1%        |
| 제16회      | 2월 21일    | 22.2%          | 24.3%        | 19.1%          | 19.6%        |
| 제17회      | 2월 27일    | 21.0%          | 22.8%        | 18.8%          | 19.4%        |
| 제18회      | 2월 28일    | 23.0%          | 25.2%        | 19.2%          | 19.7%        |
| 제19회      | 3월 5일     | 22.7%          | 24.7%        | 18.7%          | 19.2%        |
| 제20회      | 3월 6일     | 23.3%          | 24.5%        | 21.0%          | 21.9%        |
| 제21회      | 3월 12일    | 22.1%          | 23.5%        | 19.1%          | 19.9%        |
| 제22회      | 3월 13일    | 24.2%          | 24.7%        | 21.7%          | 22.4%        |
| 스페셜1     | 3월 14일    | 5.7%           | 6.7%         | 5.9%           | 6.9%         |
| 스페셜2     | 3월 15일    | 5.0%           | 6.5%         | 5.3%           | 6.8%         |
| 평균 시청률 | 평균 시청률 | 17.0%          | 18.8%        | 15.0%          | 15.8%        |

## 수상 경력
- 2012년 SBS 연기대상 10대스타상, 특별기획 최우수연기상 정려원
- 2012년 SBS 연기대상 미니시리즈 부문 특별연기상 이덕화

## 사운드 트랙

### Part. 1
| #            | 제목                                           | 가수         | 재생 시간 |
| ------------ | ---------------------------------------------- | ------------ | --------- |
| 1.           | 〈성냥팔이 소녀 (Feat. 미스티 of 가비엔제이)〉 | 윤건         | 3:34      |
| 2.           | 〈성냥팔이 소녀 (Inst.)〉                      | 윤건         | 3:33      |
| 총 재생 시간 | 총 재생 시간                                   | 총 재생 시간 | 7:07      |

### Part. 2
| #            | 제목              | 가수         | 재생 시간 |
| ------------ | ----------------- | ------------ | --------- |
| 1.           | 〈Bravo〉         | 이특, 키     | 3:11      |
| 2.           | 〈Bravo (Inst.)〉 | 이특, 키     | 3:11      |
| 총 재생 시간 | 총 재생 시간      | 총 재생 시간 | 6:22      |

### Part. 3
| #            | 제목                      | 가수         | 재생 시간 |
| ------------ | ------------------------- | ------------ | --------- |
| 1.           | 〈기대했단 말야〉         | 주           | 3:57      |
| 2.           | 〈기대했단 말야 (Inst.)〉 | 주           | 3:57      |
| 3.           | 〈기대했단 말야 (MR)〉    | 주           | 3:57      |
| 총 재생 시간 | 총 재생 시간              | 총 재생 시간 | 11:51     |

### Part. 4
| #            | 제목                  | 가수         | 재생 시간 |
| ------------ | --------------------- | ------------ | --------- |
| 1.           | 〈너 때문에〉         | 제아         | 4:02      |
| 2.           | 〈너 때문에 (Inst.)〉 | 제아         | 4:02      |
| 총 재생 시간 | 총 재생 시간          | 총 재생 시간 | 8:04      |

### 샐러리맨 초한지 OST
| #            | 제목                                           | 가수            | 재생 시간 |
| ------------ | ---------------------------------------------- | --------------- | --------- |
| 1.           | 〈성냥팔이 소녀 (Feat. 미스티 of 가비엔제이)〉 | 윤건            | 3:34      |
| 2.           | 〈너 때문에〉                                  | 제아            | 4:02      |
| 3.           | 〈Bravo〉                                      | 이특, 키        | 3:11      |
| 4.           | 〈기대했단 말야〉                              | 주              | 3:57      |
| 5.           | 〈샐러리맨 초한지 Title〉                      | Various Artists | 2:02      |
| 6.           | 〈막무가내〉                                   | Various Artists | 1:45      |
| 7.           | 〈Relax Your Mind〉                            | Various Artists | 2:59      |
| 8.           | 〈긴 여정〉                                    | Various Artists | 3:02      |
| 9.           | 〈Determination〉                              | Various Artists | 2:46      |
| 10.          | 〈자중지란〉                                   | Various Artists | 2:14      |
| 11.          | 〈군웅할거〉                                   | Various Artists | 2:02      |
| 12.          | 〈방이 Theme〉                                 | Various Artists | 2:40      |
| 13.          | 〈천년지애〉                                   | Various Artists | 2:35      |
| 14.          | 〈낙장불입〉                                   | Various Artists | 1:04      |
| 15.          | 〈샐러리맨 초한지 Score Title〉                | Various Artists | 2:17      |
| 16.          | 〈도원결의〉                                   | Various Artists | 2:34      |
| 17.          | 〈비육지탄〉                                   | Various Artists | 1:51      |
| 총 재생 시간 | 총 재생 시간                                   | 총 재생 시간    | 44:44     |

## 제작진
- CP: 최문석
- 프로듀서: 경민석, 이영준, 이상민
- 마케팅 프로듀서: 장기웅
- 극본: 장영철, 정경순
- 제작: 이진석, 김양
- 재작총괄: 진석규
- 미술감독: 김민정
- 컴퓨터 그래픽: 최봉락, 이상렬, 이준석, 김도한, 여진아, 변자영, 김자경, 변대영, 백인칠, 이한솔, 허재정, 구명진, 김종훈
- 소도구 인테리어: 김민정, 조슬기
- 컬러리스트: 한종우
- 의상: 송동석
- 의상 디자인: 이성훈
- 대도구: 정중수, 김진성
- 소도구: 윤창묵
- 분장: 강희웅, 이희경
- 미용: 최영진
- 효과: 김동렬, 정기석
- 미술개발: 안신영, 이요섭
- 작화: 김덕현
- 종합편집: 김용인, 윤제홍
- 녹음: 박재현
- 촬영 감독: 이길복, 정민균
- 촬영부: 이지훈, 이정선, 강희영, 김정현
- 스테디캠: 정종범
- 촬영 1st: 유정훈
- 포커스플러: 이천근, 박윤민
- 웹기획: 신은경, 이정은
- 웹제작: 홍윤정, 장재용, 지혜연
- 콘텐츠 제작: 손현주, 임가람, 김수현, 윤창희
- 조명 감독: 박창우
- 조명 1st: 김대열
- 조명부: 안태규, 이대중

## 참고 사항
- 방송 초기 계획은 20부작을 마지막으로 종영할 예정이었지만 2회 연장되어 22부작으로 종영되었다.[6][7]
- SBS 대하 드라마 《자이언트》에 출연했던 배우, 제작진이 다시 모여서 제작되었으며[8] 해당 드라마 프로그램에 등장하지 않았던 정보석도 조필연 역으로 잠시 특별 출연하였다.[9]
- 한편, 정려원이 맡았던 백여치 역은 당초 이민정이 낙점됐지만 영화 《원더풀 라디오》 촬영 스케줄과 겹쳐 고사했다[10].